# Майкув-Малий
Майкув-Малий (пол. Majków Mały) — село в Польщі, у гміні Ґрабиця Пйотрковського повіту Лодзинського воєводства.
Населення — 193 особи (2011).
У 1975-1998 роках село належало до Пйотрковського воєводства.

## Демографія
Демографічна структура станом на 31 березня 2011 року:
|          | Загалом | Допрацездатний вік | Працездатний вік | Постпрацездатний вік |
| -------- | ------- | ------------------ | ---------------- | -------------------- |
| Чоловіки | 99      | 25                 | 65               | 9                    |
| Жінки    | 94      | 21                 | 58               | 15                   |
| Разом    | 193     | 46                 | 123              | 24                   |